# 潜鸟属
潜鸟属（學名：Gavia）在是鸟纲潜鸟目的一个属，也是潜鸟科（Gaviidae）的唯一一个属，包括4-5種。

## 分类
本属5个物种如下：
- 白嘴潜鸟 Gavia adamsii
- 红喉潜鸟 Gavia stellata
- 黑喉潜鸟 Gavia arctica
- 普通潜鸟 Gavia immer
- 太平洋潜鸟 Gavia pacifica 有时被归入黑喉潜鸟。